# John Breckinridge
John Breckinridge (anglès: John C. Breckinridge)  (Lexington, 16 de gener de 1821 - Lexington, 17 de maig de 1875) fou un polític sudista nord-americà. Fou representant per Kentucky al Congrés el 1851 pels demòcrates, fou vicepresident dels Estats Units amb James Buchanan (1856-1860). Derrotat a les eleccions presidencials del 1860 per Abraham Lincoln, fou senador per Kentucky, però en fou expulsat per forçar el seu estat a unir-se a la Confederació. General de l'exèrcit confederat, lluità a Shiloh, Vicksburg, Wilderness i Shenandoah, i fou el darrer secretari (ministre) de guerra. S'exilà a la Gran Bretanya, però tornà el 1868, i es dedicà a fer d'advocat.